# Zanola aegina
Zanola aegina är en fjärilsart som beskrevs av Stoll 1782. Zanola aegina ingår i släktet Zanola och familjen silkesspinnare. Inga underarter finns listade i Catalogue of Life.

## Bildgalleri

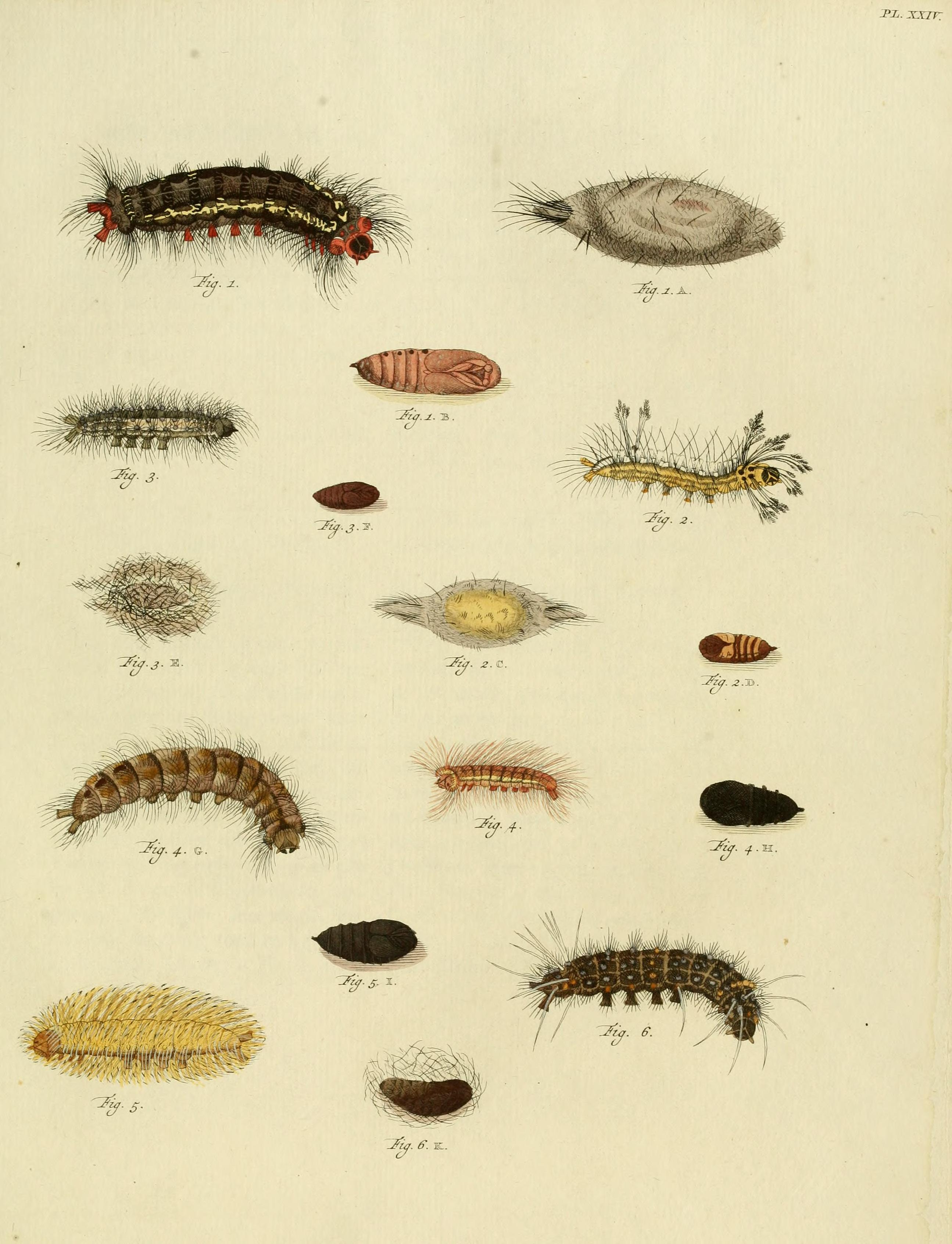
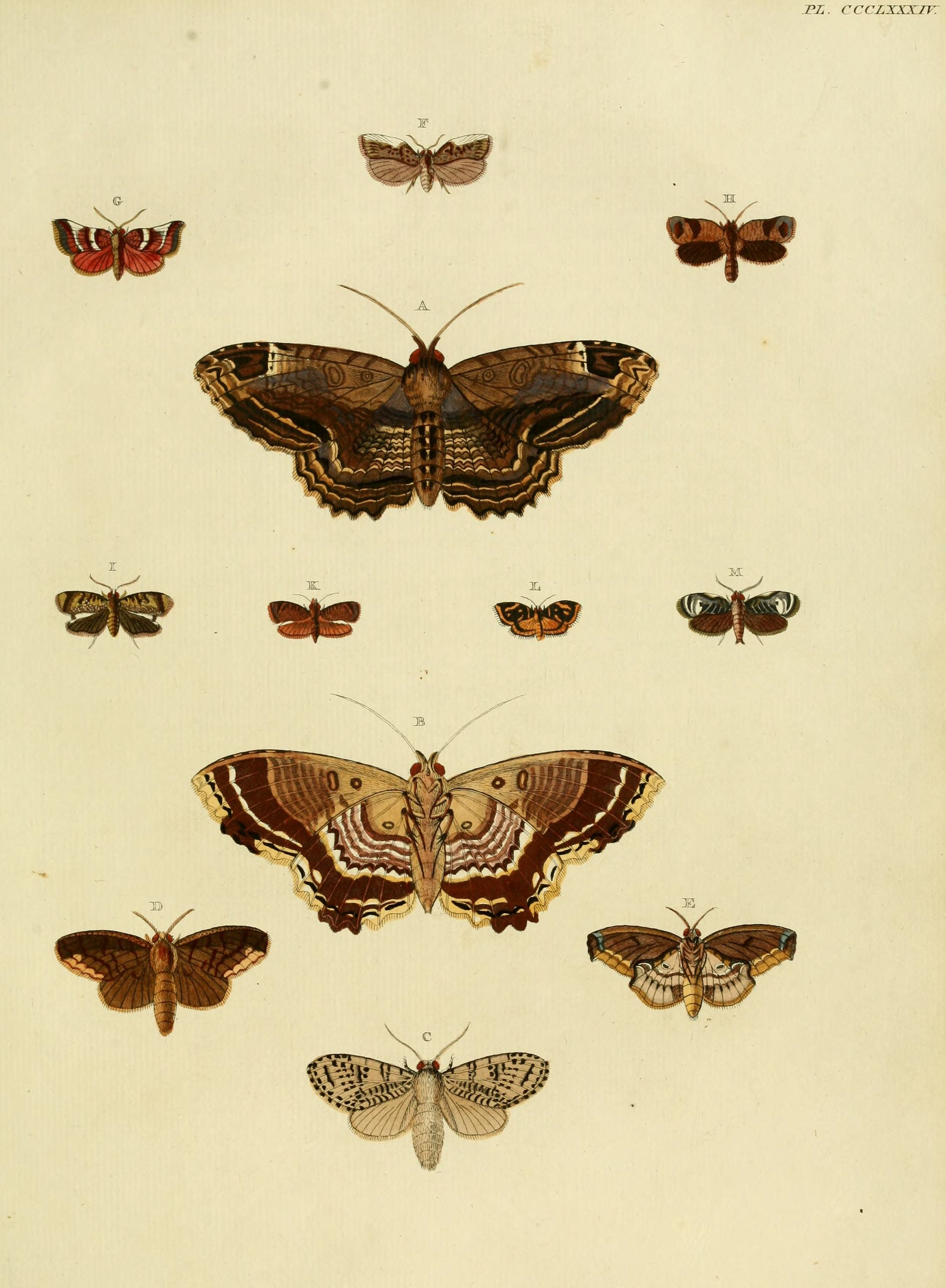